# GAC Trumpchi Empow
Der GAC Trumpchi Empow ist eine Limousine der Submarke GAC Trumpchi der chinesischen Guangzhou Automobile Group.

## Geschichte
Mit dem Konzeptfahrzeug Empow55 präsentierte der Hersteller im November 2020 einen ersten Ausblick auf eine sportlich gestaltete Stufenheck-Limousine. Erste Bilder des 4,70 Meter langen Serienmodells Empow wurden im Januar 2021 gezeigt. Die Öffentlichkeitspremiere erfolgte im April 2021 auf der Shanghai Auto Show. Seit August 2021 ist die Limousine in China im Handel. Seit Mai 2022 ist mit dem R-Style eine rennstreckentaugliche Variante im Angebot. Die Sportversion R debütierte im Februar 2023. Als Konkurrenzmodelle des Empow werden unter anderem der Changan Uni-V oder der MG 6 genannt.
Für den mexikanischen Markt wird die Limousine seit August 2024 als Dodge Attitude gebaut. In Russland erfolgte die Markteinführung des Trumpchi Empow im März 2025.

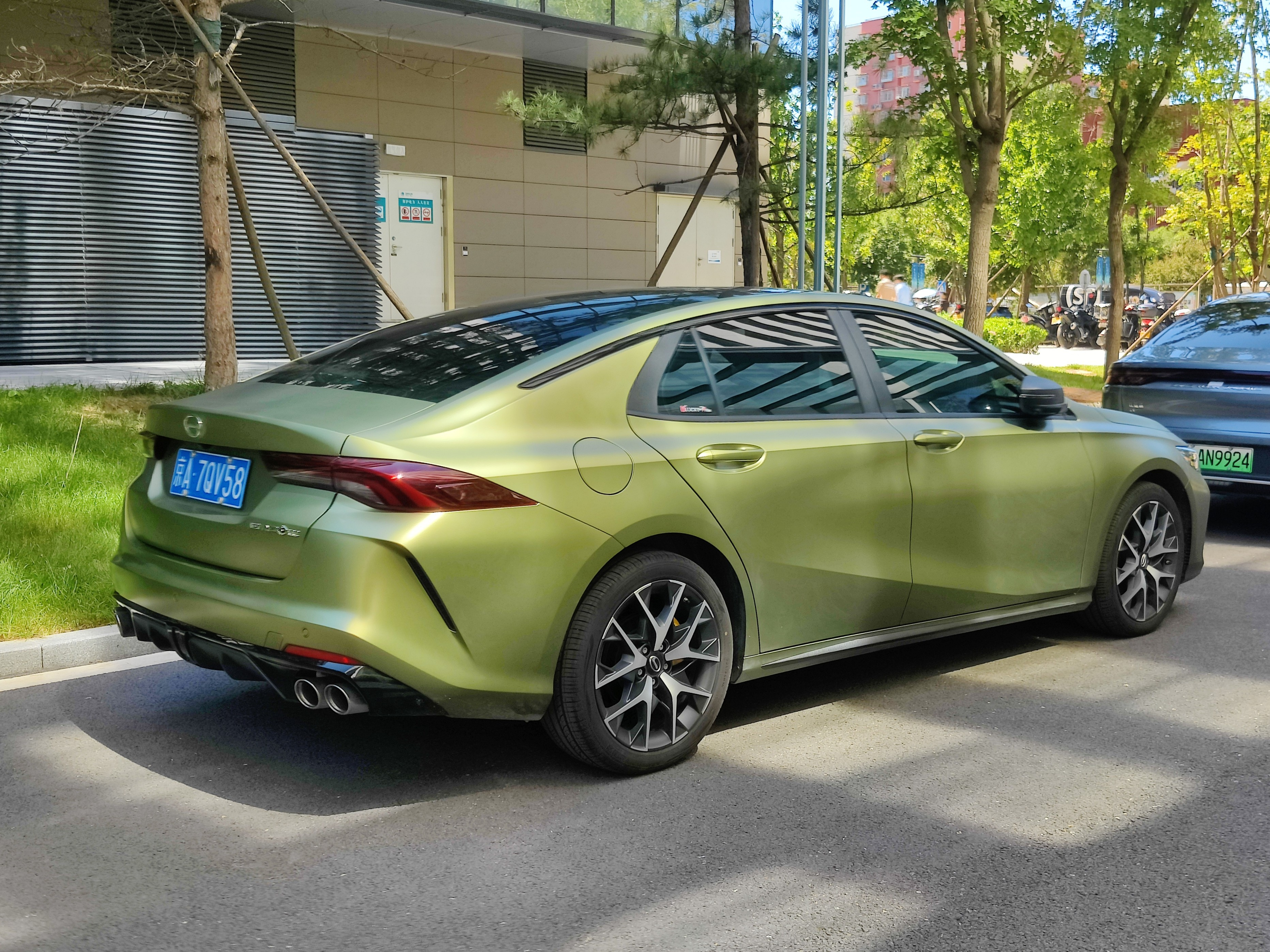
Heckansicht
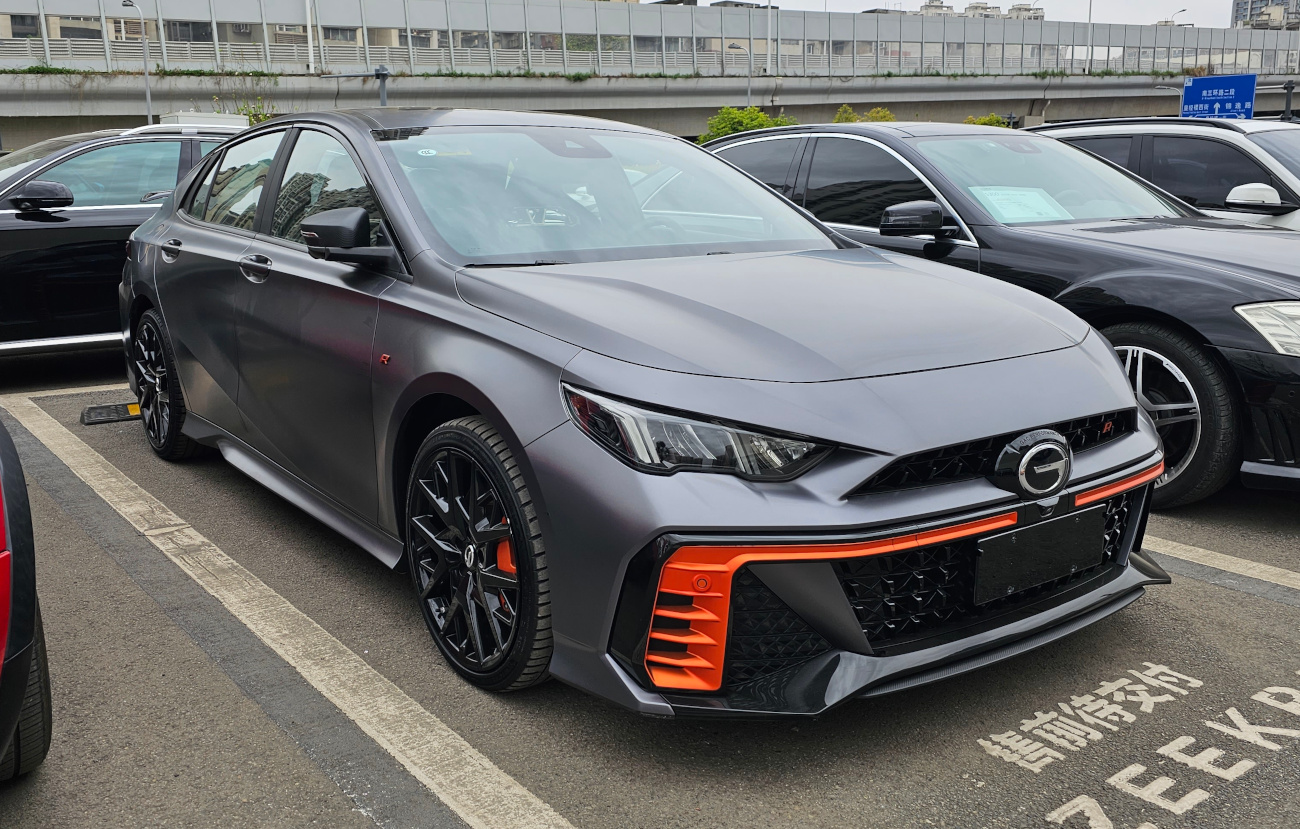
GAC Trumpchi Empow R (seit 2023)
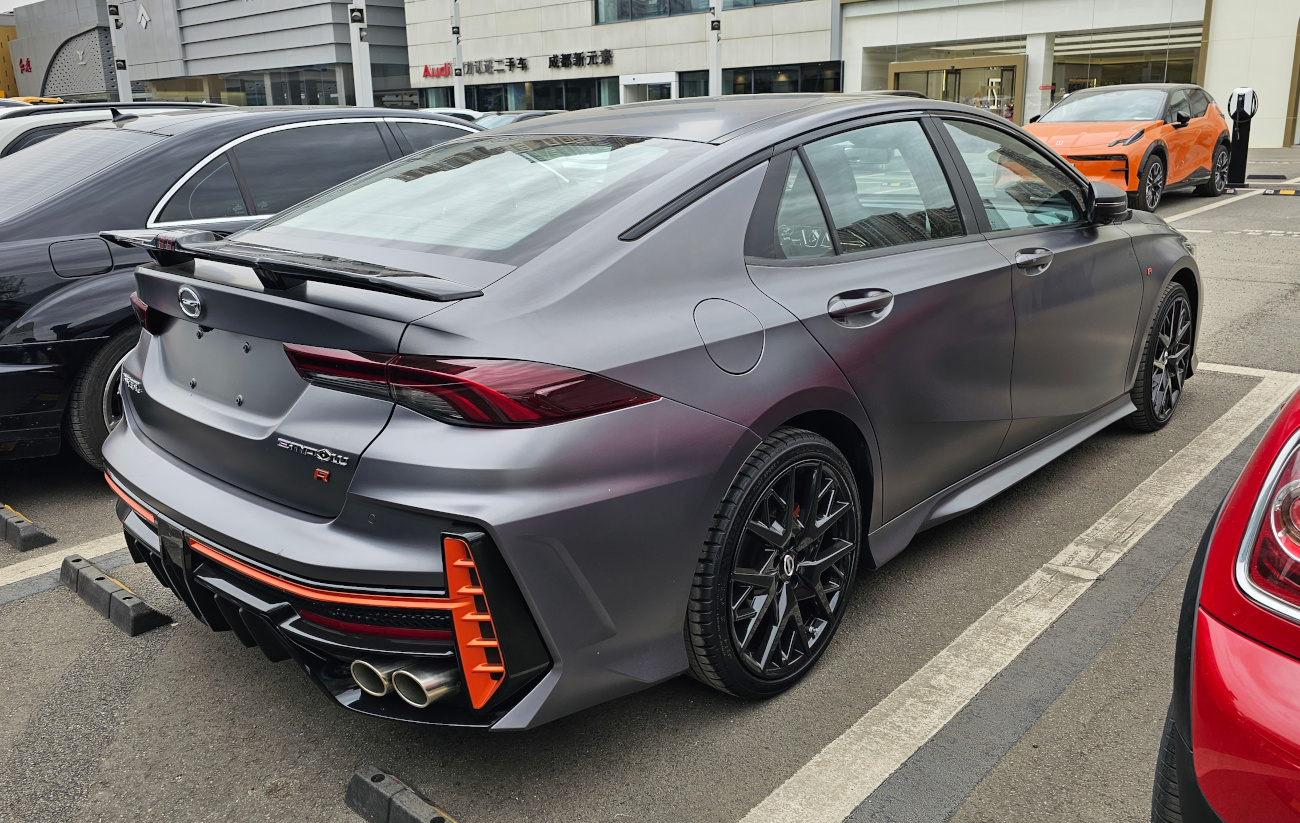
Heckansicht

## Technik
Technisch baut der Wagen wie die zweite Generation des Trumpchi GS 4 auf der GPMA-Plattform von GAC Motor auf. Angetrieben wurde die Limousine zum Marktstart ausschließlich von einem aufgeladenen 1,5-Liter-Ottomotor. Er leistet maximal 130 kW (177 PS) und soll das Fahrzeug nach Herstellerangaben in 6,95 Sekunden auf 100 km/h beschleunigen. Ein Hybridantrieb mit maximal 175 kW (238 PS) folgte im Oktober 2022. Der R hat einen aufgeladenen 2,0-Liter-Ottomotor mit einer maximalen Leistung von 195 kW (265 PS).
| Kenngrößen                                  | 1.5T                             | 1.5T                             | 2.0T R                       | J20                         |
| Markt                                       | Russland                         | China                            | China                        | China                       |
| Bauzeitraum                                 | seit 03/2025                     | seit 08/2021                     | seit 04/2023                 | seit 10/2022                |
| Motorkenndaten                              |                                  |                                  |                              |                             |
| Motortyp                                    | R4-Ottomotor                     | R4-Ottomotor                     | R4-Ottomotor                 | R4-Ottomotor + Elektromotor |
| Motoraufladung                              | Turbolader                       | Turbolader                       | Turbolader                   | —                           |
| Hubraum                                     | 1497 cm³                         | 1497 cm³                         | 1961 cm³                     | 1999 cm³                    |
| max. Leistung                               | 125 kW (170 PS) bei 5500/min     | 130 kW (177 PS) bei 5500/min     | 195 kW (265 PS) bei 5500/min | 175 kW (238 PS)             |
| max. Drehmoment                             | 250 Nm bei 1400–4500/min         | 270 Nm bei 1500–4000/min         | 400 Nm bei 1750–4250/min     | 300 Nm                      |
| Kraftübertragung                            |                                  |                                  |                              |                             |
| Antrieb                                     | Vorderradantrieb                 | Vorderradantrieb                 | Vorderradantrieb             | Vorderradantrieb            |
| Getriebe                                    | 7-Stufen-Doppelkupplungsgetriebe | 7-Stufen-Doppelkupplungsgetriebe | 8-Stufen-Automatikgetriebe   | 2-Stufen-Hybridgetriebe     |
| Messwerte                                   |                                  |                                  |                              |                             |
| Leergewicht                                 | 1475 kg                          | 1345–1400 kg                     | 1500 kg                      | 1550 kg                     |
| Höchstgeschwindigkeit                       | 200 km/h                         | 200 km/h                         | 230 km/h                     | 165 km/h                    |
| Beschleunigung, 0–100 km/h                  | 6,95 s                           | 6,95 s                           | 5,7 s                        | k. A.                       |
| Kraftstoffverbrauch auf 100 km (kombiniert) | 5,9 l Super                      | 6,0 l Super                      | 7,1 l Super                  | 4,3 l Super                 |
| Tankinhalt                                  | 47 l                             | 47 l                             | 47 l                         | 40 l                        |
| Abgasnorm                                   | k. A.                            | China VI                         | China VI                     | China VI                    |